# النصب التذكاري للهولوكوست في نيو إنغلند
النصب التذكاري للهولوكوست في نيو إنغلند هو نصب تذكاري مكرس لليهود ضحايا الحكم النازي في ألمانيا خلال محارق الهولوكوست، وهو يقع في مدينة بوسطن الأمريكية.
أنشأه ستيفان روس أحد الناجين من الهولوكوست، عام 1995 . ويتكون من ستة أبراج زجاجية يمكن السير تحتها. حفرت على الجدران الخارجية لكل برج مجموعات من الأرقام تمل ستة ملايين من اليهود المقتولين في الهولوكوست. وحفر على الجدران الداخلية اقتباسات من الناجين يصفون فيها كل معسكر اعتقال. وتحت الأبراج يرتفع البخار عبر شبكات معدنية من أرضية مظلمة مع أضواء وميض عليها.
كل برج يرمز لست معسكرات اعتقال رئيسية هي (مايدانيك، شيمنو، سوبيبور، تريبلينكا، بيلجيتس، أوشفيتس-بيركناو)، ويمكن أن ترمز إلى ستة شمعات للشمعدان اليهودي المينورا، وكذلك إلى ستة ملايين يهودي ضحايا الهولوكوست، وكذلك إلى السنوات الست التي استغرقتها الحرب العالمية الثانية من عام 1939 إلى 1945.
يتكون كل برج من 24 لوحة فردية من الزجاج. اثنان وعشرون لوحة منقوش عليها سبعة أرقام، واثنان منقوش عليها رسائل. في المجموع هناك 132 لوحة من الأبراج الستة منقوشة بالأرقام، ولكن كل لوحة متطابقة. تحتوي اللوحة الفردية على 17280 رقما فريدا يتكرر لاحقاً خلال النصب التذكاري.
يقع هذا النصب التذكاري على مقربة من درب الحرية Freedom Trail مما يجله منظقة جذب سياحي شعبية. 
تمتلك الموقع منتزه بوسطن التاريخي القومي، ويقع في منتزه كارمن، على طول طوال كونغرس ويونيون بقرب قاعة فانيل. وسمي منتزه كارمن تكريما لويليام كارمن وخدماته للمجتمع ورؤيته وقيادته من أجل إنشاء النصب التذكاري للهولوكوست في نيو إنغلند.
'